# Ichtiman

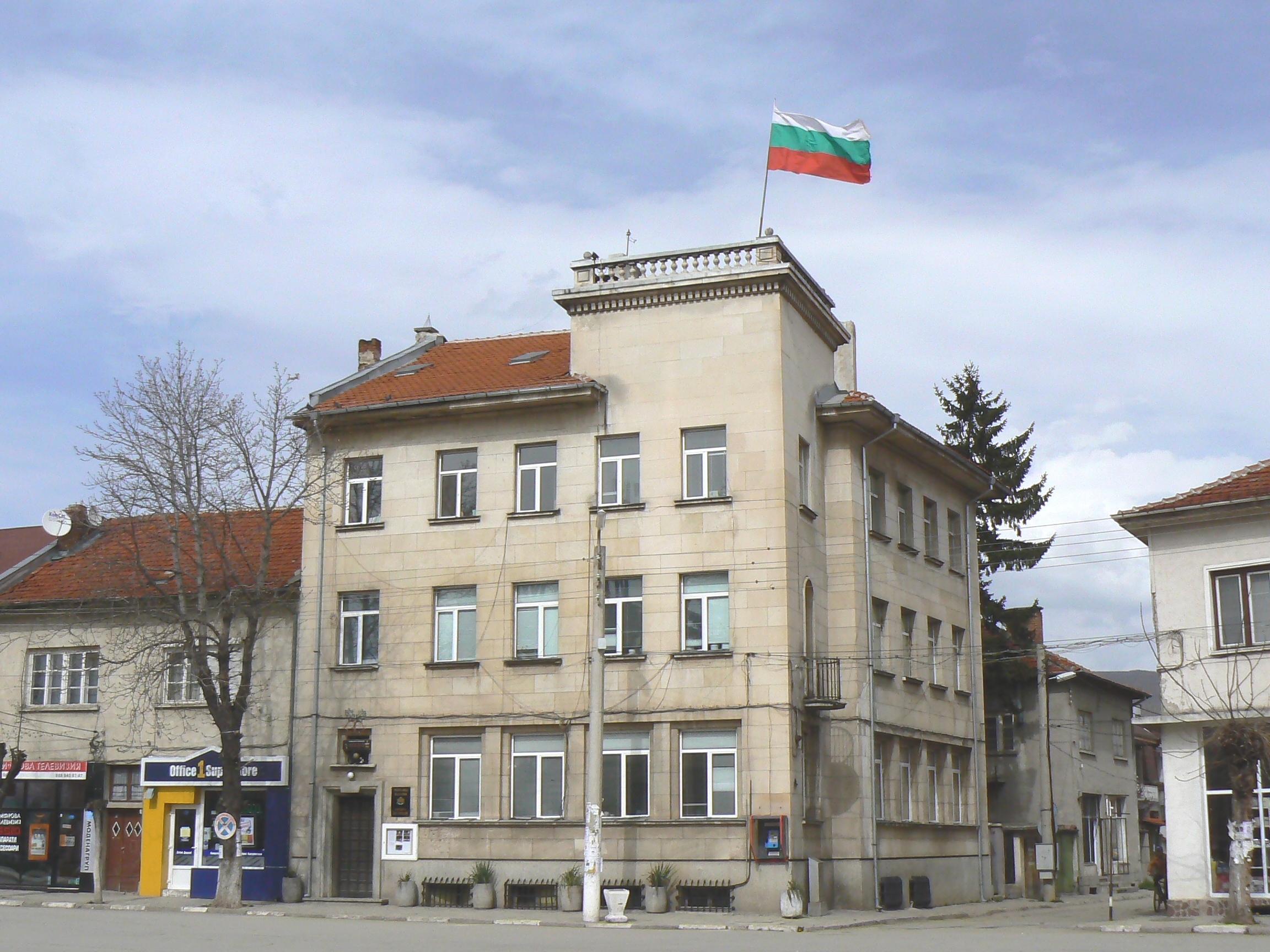
Verwaltungsgebäude der Gemeinde Ichtiman

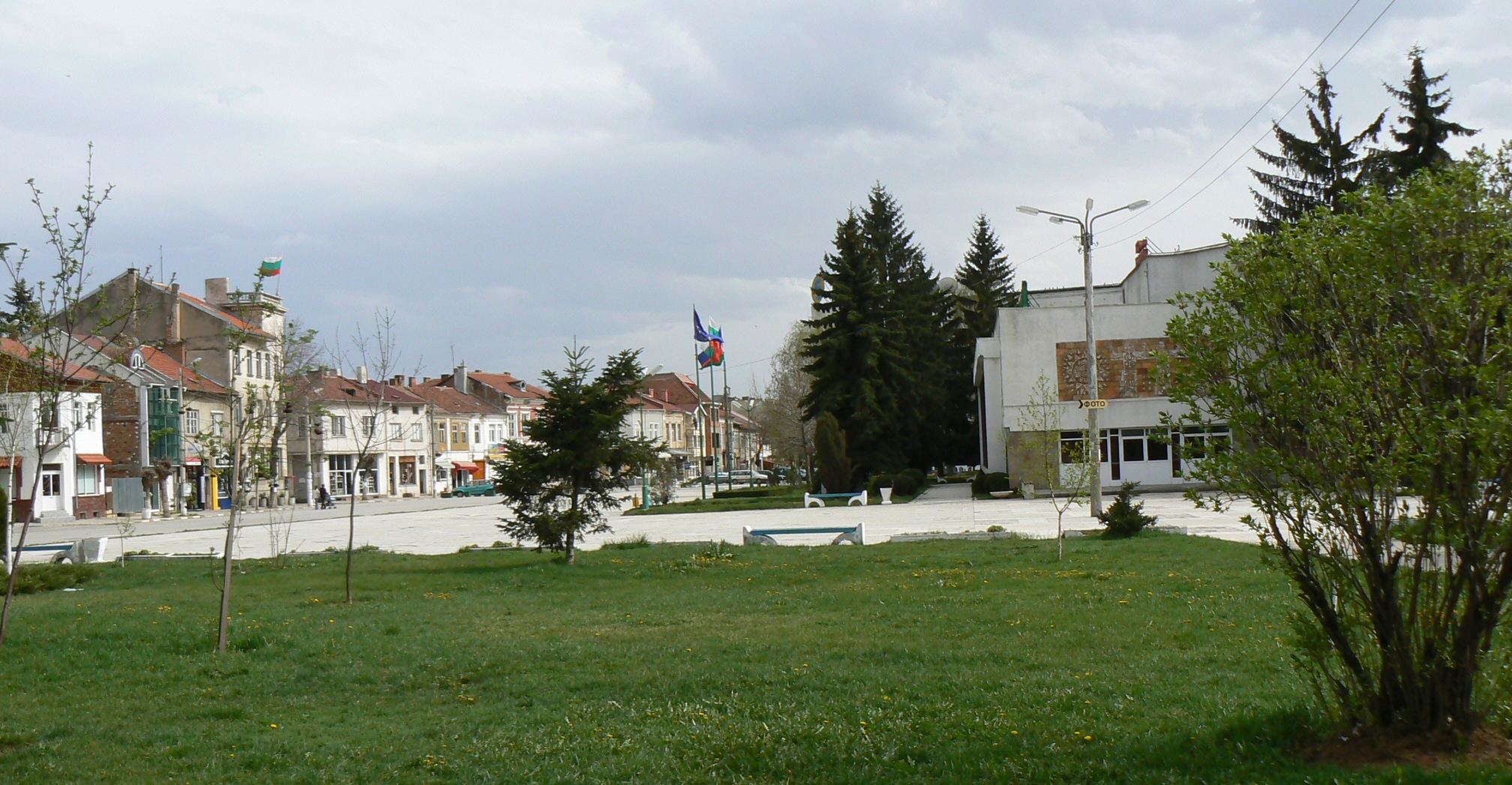
Zentraler Platz in Ichtiman

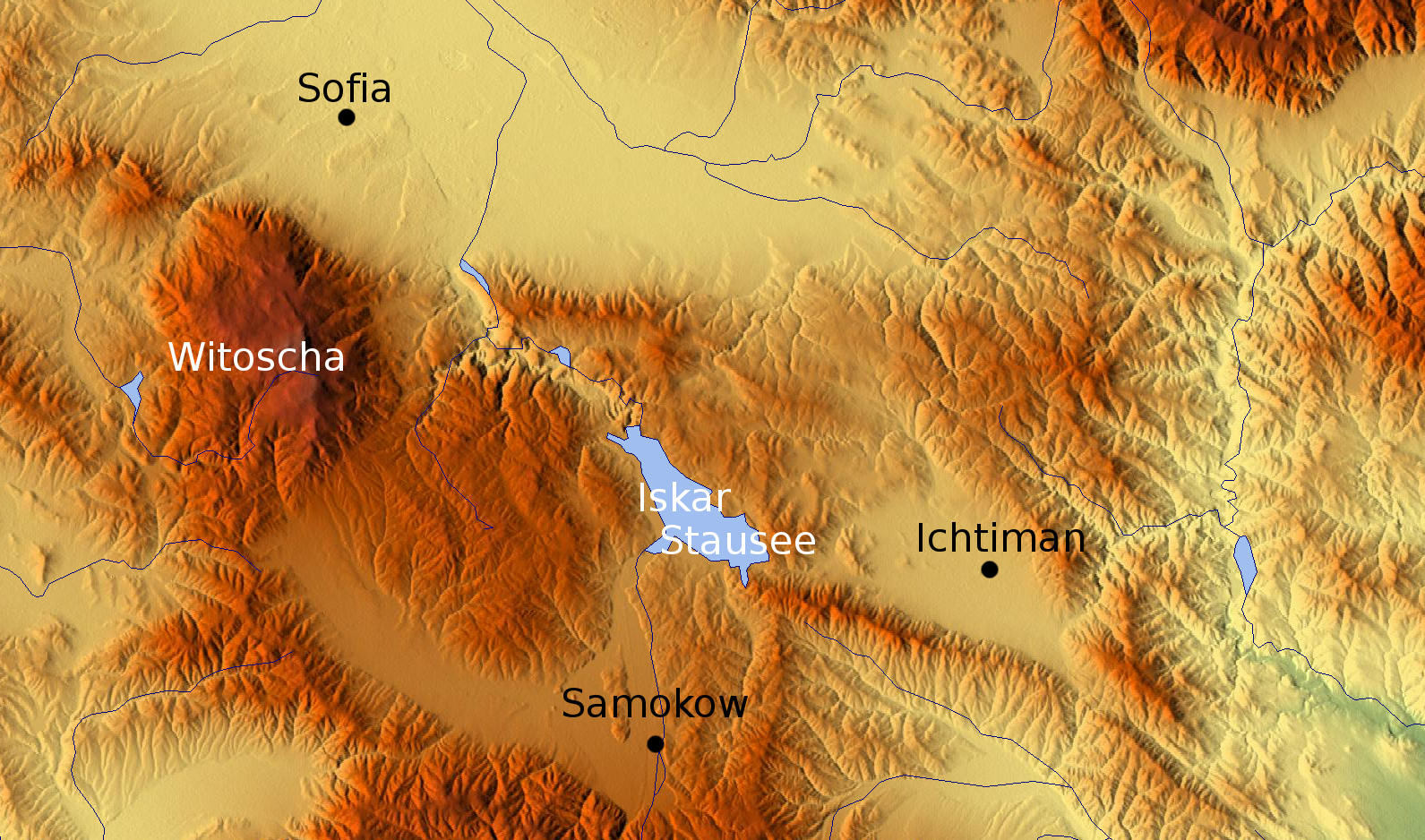
Talkessel von Ichtiman – südöstlich von Sofia

Ichtiman (auch Ihtiman geschrieben, bulgarisch Ихтиман) ist eine Stadt in Bulgarien, in der Oblast Sofia. Sie ist das administrative Zentrum der gleichnamigen Gemeinde Ichtiman. Ichtiman liegt 50 Autobahnkilometer südöstlich von Sofia und 100 Autobahnkilometer nordwestlich von Plowdiw. Zum Urlaubsort Borowez im Rilagebirge sind es 40 km.
In der Region (Ichtimanebene – entlang des Flusses Mariza – bis Pasardschik) wird ein bulgarischer Dialekt gesprochen, der zu nördlichen Gruppe der südwestlichen bulgarischen Dialekte gehört.

## Geografie
Ichtiman liegt in Südwestbulgarien, in einem Talkessel in dem Ichitmaner Sredna Gora. Der Ichtimankessel hat eine Durchschnittliche Höhe von 650 m über dem Meeresspiegel. Der Talkessel wird nach Norden von dem Ichitmaner Sredna Gora begrenzt (Wakarel-Gebirge, Belischka-Gebirge), im Süden des Talkessels liegen die Nordhänge des „Septemwrijski rid“ – einem Bergkamm der von der 35 km weiter südöstlich liegenden Stadt Septemwri herüberreicht. Der höchste Gipfel der Region ist mit 1186 m (nach anderen Angaben 1181 m) der Gipfel Benkowski (bulg. връх Бенковски) früher Gipfel Eledschik (bulg. връх Еледжик), der im Osten des Talkessels liegt. Die Berghütte Nadeschda (bulg. Хижа Надежда; 42° 24′ 47″ N, 23° 55′ 21″ O) ist Ausgangspunkt für Wanderungen zum Gipfel Benkowski – ein sehr steiler Weg führt in 20 Wegminuten, ein anderer Weg in 50 Wegminuten zum Gipfel.
In unmittelbarer Nähe von Ichtiman führt die Awtomagistrala A1 „Trakija“ vorbei sowie die Eisenbahnlinie Sofia – Plowdiw – Swilengrad.
Das Klima ist gemäßigt kontinental.

## Bevölkerung

### Bevölkerungsentwicklung
| 1884  | 1887  | 1900  | 1910  | 1934  | 1945  | 1956  | 1965   | 1975   | 1980   | 2009   |
| 3.221 | 3.462 | 4.365 | 5.401 | 5.687 | 6.526 | 9.063 | 10.317 | 11.482 | 12.265 | 13.750 |

### Religion
Traditionell ist die Mehrheit der Einwohner von Ichtiman, auch die Roma, bulgarisch-orthodoxen Glaubens. Es gibt einen geringen Prozentsatz türkischstämmiger Bulgaren in Ichtiman, diese sind moslemischen Glaubens. Einige Familien sind Protestanten und Katholiken.

## Geschichte
Um das 5. Jahrhundert v. Chr. gehörte die Region um Ichtiman zum thrakischen Königreich der Odrysen.
Später trug die Stadt den Namen Stipon (von lat. stipo für „dicht gedrängt oder besiedelt“; lat. stipator – Mehrzahl – bedeutet „Karawane, Bewachung“). Die Siedlung war früher eine römische Wegestation zur Bewachung an der wichtigen Römerstraße Via militaris, die nach Konstantinopel führte. Die Wegestation trug den Namen mansio Helice.
Auch im Byzantinischen Reich und im Zweiten Bulgarischen Reich war es eine Wachstation. Die Bulgaren verlegten dann den Schwerpunkt ihrer Verteidigung an den besser zu verteidigenden Gebirgspass Trajantor (bulg. Траянови врата), der 12 km südöstlich liegt.
Nach der Eroberung durch das Osmanische Reich wurde der Name der Stadt mehrmals geändert, bis sie den heutigen Namen Ichtiman erhielt. Es wird angenommen, dass er türkische Wurzeln hat.
Nach einer Legende soll ein osmanischer Pascha bei der Eroberung der Stadt den von Nebel verhangenen Talkessel gesehen haben und den Ausspruch „Ich taman“ (türkisch für: „Was für ein Nebel“) getan haben. In der modernen türkischen Sprache sind jedoch pus oder sis die Wörter für Nebel.
Andere mögliche Erklärungen für den Namen Ichtiman sind:
- Vom bulgarischen Namen für den bulgarischen Volksfeiertag Peltljowden (bulg. Петльовден), der auch als Ichtim oder Ichtima bezeichnet wird. Dieser Tag ist auch ein Gedenktag für den Patriarchen Ewtimi. Auch eine Ableitung von Ewtimi über Iwtim, Ichtim und Ichtima wird diskutiert.
- Das türkische Wort ihtiman bedeutet Anstrengung, Sorge, die bei der osmanischen Einnahme der Stadt erforderlich waren.
- Das türkische Wort ihaman setzt sich zusammen aus ih und aman und ist ein Ausruf der Verwunderung, als die durchreisenden Leute den dichten Nebel in der Stadt gewahr wurden.
- Das russische ich tuman (russ. их туман) – ach dieser Nebel könnte auch den Namen von Ichtiman erklären.

Nach den Angaben aus einem osmanischen Steuerregister (Tımar-Register) von 1515, mit Angaben zu den Vermögen und zur Bevölkerung in der Stadt Plowdiw und seiner umliegenden Dörfer, ergibt sich eine Migration der Bevölkerung aus Ichtiman in die Region Plowdiw. Unter dem Eintrag für das Dorf Kotschatsch (heute Kotschewo – bulg. Кочево – in der Oblast Plowdiw) weist das erwähnte Steuerregister als Einwohner des Dorfes auch einen gewissen "Mustafa – Sohne eines Ichtimaners" aus, was ein direkter Hinweis auf das Bestehen von Ichtiman in der ersten Hälfte des 16. Jahrhunderts ist. Ebenso kann daraus geschlossen werden, dass in Ichtiman nicht nur Christen, sondern auch Moslems lebten.
Im Zuge des „Russisch-Türkischen Befreiungskriegs“ von 1877/78 endete formal die osmanisch-türkische Herrschaft über die Stadt. Nach dem Berliner Kongress wurde Ichtiman jedoch erneut Teil des Osmanischen Reiches und in der autonomen Provinz Ostrumelien bis zu deren Vereinigung (1885) mit dem Fürstentum Bulgarien eingegliedert.
Die Stadt ist seit 2009 Namensgeber für den Ihtiman Hook, eine Landspitze der Livingston-Insel in der Antarktis.

## Wirtschaft
Während der Zeit des „Sozialismus“ in der VR Bulgarien wurden in der Umgebung von Ichtiman das „Elektrodenwerk“ und das „Gusseisenkombinat“ gebaut, die das Rückgrat der Wirtschaft in der Region bildeten.
Das „Gusseisenkombinat“ ist heute die „Gusseisengießerei AG“ (bulg. "Чугунолеене" АД). 2002 wurden dort von einer deutschen Firma zwei automatische Gießstraßen eingerichtet. Der Betrieb exportiert unter anderem nach Dänemark, Deutschland, Frankreich, Großbritannien und Italien.
In den letzten Jahren zogen viele Betriebe aus der Hauptstadt Sofia weg, unter anderem wegen der relativ teuren Arbeitskräfte und der höheren Mieten, und siedelten sich in Ichtiman an.
In Ichtiman gibt es unter anderem einige Nähbetriebe, eine Weberei für „Rhodopendecken“, einige Lebensmittelbetriebe und einen Kosmetikbetrieb.
Die Bahnstrecke Sofia – Plowdiw verläuft nur 2 km von Ichtiman entfernt. An der vierspurigen Straße zum Bahnhof (2 km südwestlich des Zentrums; 42° 25′ 47″ N, 23° 47′ 57″ O) hat sich ein Industriegebiet angesiedelt.

## Kultur

### Museen
In Ichtiman gibt es ein historisches Museum. Es liegt im Stadtzentrum, gegenüber dem Verwaltungsgebäude der Gemeinde. De Eintritt ist frei, Samstag und Sonntag ist es geschlossen.
Im alten türkischen Bad der Stadt, ebenfalls im Stadtzentrum – in der Nähe des Busbahnhofs im Gebäude der Gebietsverwaltung der Polizei, befindet sich eine Galerie, in der Gemälde, Grafiken, Keramik und Holzschnitzereien von Künstlern der Region ausgestellt werden.

### Regelmäßige Veranstaltungen
Jedes Jahr am Todorowden (einem kirchlichen Feiertag zur Fastenzeit; bulg. Тодоровден) versammeln sich Pferdezüchter aus ganz Bulgarien in Ichtiman, sie führen ihre Pferde und ihre Reitkünste vor. Zu diesem Treffen kommen auch sehr viele Menschen aus der näheren Umgebung, um sich die dazu stattfindende Pferdeparade anzusehen. Eine Wettkampfdisziplin nach der Parade ist unter anderem das Ziehen eines mit Holz vollgeladenen Pferdewagens. Der Wagen ist mit ca. 4 m³ Brennholz beladen (ca. 2 t Gewicht). Die Teilnehmer spannen nacheinander ihr Pferd vor diesen Wagen. Sieger ist, wer die größte Entfernung damit zurücklegt, das Pferd mit der größten Zugleistung in diesem Holzrückewettbewerb. Der Sieger erhält die Holzladung.
Am 15. August eines jeden Jahres ist der Stadtfeiertag der Stadt, er geht über zwei Tage. Es wird ein Markt abgehalten und Karussells aufgestellt. Auf einer Bühne findet abends ein Konzert statt (Folklore, Schlager, Rock und Pop).
Jeden Samstag ist von 7 bis 13 Uhr Markttag in Ichtiman.
Seit 2006 finden Ende Mai die Frühjahrstage der Kultur in Ichtiman statt.

## Verkehr
An der Stadt vorbei führt die Autobahn 1 "Trakija", welche Sofia mit Burgas verbindet.
Ichtiman hat einen eigenen Bahnhof an der Strecke Sofia-Swilengrad. Er liegt zwei Kilometer von der Stadt entfernt.

## Partnerstadt
- Klimowsk (Russland)

## Persönlichkeiten
- Swetoslaw Atanassow (* 1960), Skilangläufer